# ای‌ای گاو
ای‌ای گاو یک ستاره است که در صورت فلکی ثور قرار دارد.